# Nikolai Korolkov
Nikolai Korolkov (Russisch: Николай Павлович Корольков) (Rostov aan de Don, 28 november 1946 – 5 juli 2024) was een ruiter uit de Sovjet-Unie, die gespecialiseerd is in springen. Korolkov won tijdens de Olympische Zomerspelen van 1980 de zilveren medaille individueel en de gouden medaille in de landenwedstrijd.
Korolkov overleed in juli 2024 op 77-jarige leeftijd.

## Resultaten
- Olympische Zomerspelen 1980 in Moskou  individueel springen met  	Espadron
- Olympische Zomerspelen 1980 in Moskou  landenwedstrijd springen met  	Espadron

1912: Lewenhaupt, Kilman, von Rosen ·
1920: König, von Rosen, Norling ·
1924: Thelning, Ståhle, Lundström ·
1928: Navarro, Álvarez, García ·
1936: Hasse, von Barnekow, Brandt ·
1948: Mariles, Uriza, Valdés ·
1952: White, Stewart, Llewellyn ·
1956: Winkler, Thiedemann, Lütke-Westhues ·
1960: Winkler, Thiedemann, Schockemöhle ·
1964: Schridde, Jarasinski, Winkler ·
1968: Day, Gayford, Elder ·
1972: Ligges, Wiltfang, Steenken, Winkler ·
1976: Parot, Rozier, Roguet, Roche ·
1980: Tsjoekanov, Poganovsky, Asmaje, Korolkov ·
1984: Fargis, Homfeld, Burr Howard, Smith ·
1988: Beerbaum, Brinkmann, Hafemeister, Sloothaak ·
1992: Raijmakers, Romp, Tops, Lansink ·
1996: Sloothaak, Nieberg, Kirchhoff, Beerbaum ·
2000: Beerbaum, Nieberg, Ehning, Becker ·
2004: Wylde, Ward, Madden, Kappler ·
2008: Ward, Kraut, Simpson, Madden ·
2012: Skelton, Maher, Brash, Charles ·
2016: Rozier, Staut, Bost, Leprévost ·
2020: von Eckermann, Baryard-Johnsson, Fredricson ·
2024: Maher, Charles, Brash